# Печера імені Андрія Тютюника
Печера імені Андрія Тютюника (рос. Тютюника) — печера на Алтаї, Республіка Алтай, Росія.  Загальна протяжність — 438 м. Глибина печери — 57 м, амплітуда висот — 57 м; загальна площа — N/A м²; об'єм — N/A м³.  Печера відноситься до Західноалтайської області Алтайської провінції Алтай-Саянської спелеологічної країни. Кадастровий номер 5118/8428-2.